# Koen Casteels
Koen Casteels (Bonheiden, 25 de junho de 1992) é um futebolista belga que atua como goleiro. Atualmente joga no Al-Qadisiah.

## Carreira
Casteels começou a carreira no Genk.Atualmente está jogando no VfL Wolfsburg.

## Títulos
Genk
- Jupiler Pro League: 2010–11
- Copa da Bélgica: 2008–09

Wolfsburg
- Supercopa da Alemanha: 2015

### Prêmios individuais
- Luva de Ouro do Campeonato Saudita: 2024–25[3]